# The Wind That Shakes the Barley
The Wind That Shakes the Barley ist ein Spielfilm des britischen Regisseurs Ken Loach aus dem Jahr 2006. Das Kriegsdrama basiert auf einem Original-Drehbuch von Paul Laverty und wurde von dem Filmstudio Sixteen Films Ltd. produziert. Der Film startete am 23. Juni 2006 in den britischen Kinos. Die deutschen Rechte hat der Neue Visionen Filmverleih erworben. Der Kinostart in Deutschland war am 28. Dezember 2006.

## Handlung
Irland, im Jahr 1920: Während der Irische Unabhängigkeitskrieg ausbricht, sieht der junge Arzt Damien O’Donovan einer hoffnungsvollen Zukunft entgegen: Er hat eine Anstellung in einem Krankenhaus in London erhalten und ist im Begriff, Irland zu verlassen. Doch Damiens Freunde spotten darüber, dass seine neuen Arbeitgeber die Briten sind. Diese haben die sogenannten Black and Tans als paramilitärische Polizeieinheiten nach Irland entsandt, um jegliche Unterstützung der Unabhängigkeitsbestrebungen flächendeckend zu unterdrücken. Als Damien sich von der alten Peggy verabschieden will, die eine angrenzende Farm bewirtschaftet, wird der junge Arzt Zeuge eines Einsatzes der Black and Tans bei einer informellen Sportveranstaltung. Die Black and Tans verkünden, dass auch das beliebte Hurling von nun an unter das Versammlungsverbot fällt, und schikanieren die Spieler. Als Peggys Enkel sich weigert, den demütigenden Anweisungen der Black and Tans Folge zu leisten, wird er von ihnen zu Tode geprügelt.
Damien entscheidet sich, zu bleiben und für die Freiheit seines Landes zu kämpfen. Er schließt sich – sehr zur Freude seines Bruders Teddy und seiner Freunde – der Irish Republican Army an. Diese operiert in kleinen guerillaähnlichen Gruppen und erbeutet Waffen von den britischen Besatzern. Nach einem schikanösen Überfall britischer Offiziere auf die Besucher einer Bar werden diese Offiziere, die sich in der gleichen Bar anschließend bedienen lassen, beim Biertrinken von den irischen Kämpfern erschossen. Als Vergeltungsmaßnahme nehmen die Briten zahlreiche Gefangene, darunter auch Damiens Bruder und dessen Gefolgsleute, die gefoltert werden. Kurz vor der Exekution wird die Gruppe befreit und kann mit Damien in das hügelige Umland fliehen.
Ihr Idealismus erhält durch die politischen Ereignisse einen Dämpfer. Engländer und Iren schließen am 6. Dezember 1921 den anglo-irischen Vertrag, der den Irischen Freistaat begründet. Allerdings gehören nur 26 der 32 Grafschaften dem Freistaat an. Während Teddy die neue politische Wendung begrüßt und sich der Armee des neuen Freistaates anschließt, kämpft Damien weiterhin für ein unabhängiges Irland, auch gegen die Soldaten des neuen Freistaats.
Als Damien beim Überfall auf ein Waffendepot der Freistaaten-Armee verhaftet und zum Tode verurteilt wird, bietet Teddy ihm eine Begnadigung und Freilassung an, wenn Damien die Standorte der Waffendepots und das Versteck eines Anführers der IRA preisgibt. Damien lehnt ab und wird erschossen, wobei sein Bruder selbst das Exekutionskommando befehligt. Anschließend überbringt er Damiens Ehefrau die Nachricht vom Tod ihres Mannes. Die Frau bricht zusammen und will ihn nie wieder sehen.

## Entstehungsgeschichte
Ken Loachs The Wind That Shakes the Barley, sein erster Historienfilm seit Land and Freedom (1995), stellt die achte Zusammenarbeit mit Drehbuchautor Paul Laverty dar. Laverty hatte das erste Mal 1996 das Filmskript für Loachs preisgekröntes Romantikdrama Carla’s Song verfasst und danach die Drehbücher zu Mein Name ist Joe (1998), Bread and Roses (2000), Sweet Sixteen (2002), Loachs Beitrag für den Episodenfilm 11′09″01 – September 11 (2002), Just a Kiss (2004) und Tickets (2005) geliefert.
Die Dreharbeiten fanden vom April 2005 bis 8. Juli 2005 an den irischen Originalschauplätzen statt, darunter Timoleague und Bandon in Cork. In letztgenannter Stadt hatte „die letzte Reise“ von Michael Collins (1890–1922), Führer des irischen Unabhängigkeitskampfes von 1919 bis 1922, begonnen, der in dem Dorf Béal na mBláth nahe Bandon in einen Hinterhalt gelockt wurde.
Für die Hauptrolle wurde der irische Schauspieler Cillian Murphy verpflichtet, der ein Jahr zuvor für seine Hauptrolle in Neil Jordans Breakfast on Pluto großes Lob der Kritiker empfangen hatte. In weiteren Rollen agierten die eher unbekannten Schauspieler Pádraic Delaney, Liam Cunningham, Gerard Kearney und William Ruane. Ruane war in Loachs Sweet Sixteen in der Rolle des Pinball und in Tickets zu sehen gewesen.
„Der Wind, der durch die Gerste streift“ ist der Titel einer irischen Ballade aus dem 19. Jahrhundert.

## Rezeption
The Wind That Shakes the Barley hatte seine Premiere am 18. Mai 2006 auf den Filmfestspielen von Cannes. Ken Loachs 26. Kinoarbeit wurde als düsteres und brutales Bild vom irischen Befreiungskampf verstanden (vgl. Arte-Kritik). Loach selbst entgegnete, dass er von seinem Werk nicht als „anti-britischem Film“ sprechen würde. „Ich habe Menschen ermutigt, ihre Loyalitätskonflikte horizontal über nationale Grenzen hinweg zu sehen, also ist das kein Film über die Briten, die die Iren öffentlich beschimpfen. Menschen haben viel mehr mit Menschen in der gleichen sozialen Position in anderen Ländern gemein, als mit, sagen wir, solchen, die an oberster Stelle ihrer eigenen Gesellschaft stehen. Du kannst argumentieren, dass wir eine Verantwortlichkeit haben, die Fehler und die Brutalitäten unserer Führer aufs Korn zu nehmen, in der Vergangenheit und Gegenwart. Weit entfernt davon unpatriotisch zu sein, ist es eine Pflicht, der wir uns nicht entziehen können“, so Loach.
- „[Loach zieht] Parallelen zum umstrittenen Einsatz der britischen Regierung im Irakkrieg, die mit ihrem Militäreinsatz statt zur Befreiung des Landes nur zur Eskalation der Gewalt im Innern beigetragen hat. So ist The Wind that Shakes the Barley auch ein sehr realer, gegenwärtiger Film geworden, der zur Wachsamkeit gegenüber den Irrtümern und Gewalttaten jeder politischen Führung aufruft.“ Arte[4]
- „die Parallelen [liegen] auf der Hand, aber das ist eher zwangsläufig. […] Loachs Protagonisten sind weniger Individuen, als dass sie für bestimmte Ideen stehen. […] So bemerkenswert es ist, wie Loach das Spiel seiner Darsteller auf eine Linie bringt, […] so sehr bedaure ich doch die Reduktion aufs Funktionale. […] Ein sorgfältig konstruierter, insgesamt aber doch etwas zu schematischer Historienfilm“ Frank Arnold, epd Film 1/2007
- „Loach ist Brite, stellt sich hier aber ganz auf die Seite der irischen Unabhängigkeitskämpfer […] Doch wir kommen den Figuren nicht wirklich nah, so daß wir die inneren Kämpfe, in denen sich die politischen Widersprüche spiegeln, nicht miterleben und am Ende eine Art Lehrstück gesehen haben, einschließlich all der langen Erklärungen der verschiedenen Positionen zum Waffenstillstandsvertrag von 1922. Das ist ein bißchen enttäuschend, mindert aber Loachs Ruf als einer der Großen des britischen Kinos nicht wirklich.“ Frankfurter Allgemeine Zeitung[5]
- „eine Lehrstunde in irischer Historie, in der Ken Loach allerdings mehr Grau zwischen Schwarz und Weiß entdeckt, als wir von ihm gewohnt sind.“ Die Welt[6]
- „voller Wut und Intensität erzählt“ Hannes Brühwiler, www.critic.de[7]
- „Geschichte wirkt in ‚The Wind That Shakes the Barley‘ […] lebendig und beunruhigend wie etwas aus den Abendnachrichten, wenn auch weit tiefgründiger und schöner.“ A. O. Scott, The New York Times[8]
- „Ken Loach differenziert das zunächst aufgebaute Gut-Böse-Paradigma und entwirft ein zunehmend komplexes Geschichtsbild.“ Lexikon des internationalen Films[9]
- „Je länger Ken Loach im Geschäft ist, desto weniger will man ihm das Traktathafte seiner Filme eigentlich vorwerfen. […] The Wind that shakes the Barley [hinterlässt] allein schon wegen seiner kämpferischen Haltung (die Folterszenen gehen an die Schmerzgrenze) einen nachhaltigen Eindruck.“ Andreas Busche, Freitag[10]
- „Das ist das Thema: Die Revolution frisst ihre Kinder.“ David Denby, The New Yorker[11]
- „bei Loach […] gibt es keine Helden, nur Opfer. […] Wann schlägt die Militarisierung zurück ins Innere einer Gesellschaft? Wie lange lässt sich der Kampf für die Freiheit rechtfertigen, und wann verselbstständigt er sich zu einem Krieg wie jeder andere? Der Mut von The Wind that Shakes the Barley besteht in der absoluten Ratlosigkeit, mit der Loach diesen Fragen begegnet.“ Katja Nicodemus, Die Zeit[12]

Der Film startete am 23. Juni 2006 in den britischen Kinos und erhielt dort eine Altersfreigabe ab 15 Jahren. Der deutsche Kinostart war der 28. Dezember 2006.

## Auszeichnungen
Bei den 59. Internationalen Filmfestspielen von Cannes war Ken Loach mit The Wind That Shakes the Barley tatsächlich zum elften Mal nach 1979 (Black Jack, der Galgenvogel) mit einem Film an der Croisette vertreten und konkurrierte zum achten Mal im Wettbewerb. Der zweifache Jury-Preis-Träger (Raining Stones, 1993; Geheimprotokoll, 1990) setzte sich unter anderem gegen Pedro Almodóvar (Volver – Zurückkehren), Alejandro González Iñárritu (Babel), Aki Kaurismäki (Lichter der Vorstadt) und Nanni Moretti (Der Italiener) durch und wurde überraschend mit der Goldenen Palme für den besten Film des Festivals ausgezeichnet. Monate später wurde der Film mit dem Europäischen Filmpreis für die beste Kameraführung prämiert.
Internationale Filmfestspiele von Cannes 2006
- Goldene Palme als bester Film

Europäischer Filmpreis 2006
- Beste Kamera
  - nominiert in den Kategorien
    - Bester Film
    - Beste Regie
    - Bester Darsteller (Cillian Murphy)
    - Bestes Drehbuch

British Independent Film Awards 2006
- nominiert in den Kategorien
  - Bester Film
  - Beste Regie
  - Bester Hauptdarsteller (Cillian Murphy)
  - Beste technische Leistung (Kamera)

## Weitere Filme zum irischen Unabhängigkeitskrieg
- Ein Händedruck des Teufels (1959)
- Michael Collins (1996)